# Coupe arabe des clubs champions 2018-2019
 (octobre 2024).
Si vous disposez d'ouvrages ou d'articles de référence ou si vous connaissez des sites web de qualité traitant du thème abordé ici, merci de compléter l'article en donnant les références utiles à sa vérifiabilité et en les liant à la section « Notes et références ».
La Coupe Zayed des Clubs Champions est la 28e édition de la compétition arabe interclubs organisée par l'Union des associations arabes de football (UAFA).

## Primes monétaires
Les primes monétaires de l'édition 2018 sont distribués aux clubs terminant dans les 8 premiers, comme suit :
| Classement      | Primes      |             |
| Classement      | Clubs       | Fédérations |
| --------------- | ----------- | ----------- |
| Champion        | 7 500 000 $ | 75 000 $    |
| Finaliste       | 4 000 000 $ | 50 000 $    |
| Demi-finalistes | 500 000 $   | 35 000 $    |

## Participants
Pour cette édition, quarante équipes prendront part à la compétition. Ces équipes sont toutes invitées par l'UAFA.
Trente équipes intégreront directement le premier tour tandis que dix équipes disputerons des tours de qualification.
| Afrique | Afrique | Afrique | Afrique | Afrique | Afrique | Afrique | Afrique | Afrique | Asie | Asie | Asie | Asie | Asie | Asie | Asie | Asie | Asie |
| Seizièmes de finale | Seizièmes de finale | Seizièmes de finale | Seizièmes de finale | Seizièmes de finale | Seizièmes de finale | Seizièmes de finale | Seizièmes de finale | Seizièmes de finale | Seizièmes de finale | Seizièmes de finale | Seizièmes de finale | Seizièmes de finale | Seizièmes de finale | Seizièmes de finale | Seizièmes de finale | Seizièmes de finale | Seizièmes de finale |
| --- | --- | --- | --- | --- | --- | --- | --- | --- | --- | --- | --- | --- | --- | --- | --- | --- | --- |
| - ES Tunis Champion de Tunisie en 2016-2017 - ES Sahel 2e de Tunisie en 2016-2017 - CS sfaxien 4e de Tunisie en 2016-2017 - ES Sétif Champion d'Algérie en 2016-2017 - MC Alger 2e d'Algérie en 2016-2017 - USM Alger 3e d'Algérie en 2016-2017 - Al Ahly SC Champion d'Égypte en 2016-2017 - Zamalek SC 3e d' Égypte en 2016-2017 - Ismaily SC 6e d' Égypte en 2016-2017 - Wydad AC Champion du Maroc en 2016-2017 - Raja CA 3e du Maroc en 2016-2017 - Al-Ahly Tripoli Champion de Libye en 2016-2017 - Al Merreikh 2e du Soudan en 2016-2017 | - ES Tunis Champion de Tunisie en 2016-2017 - ES Sahel 2e de Tunisie en 2016-2017 - CS sfaxien 4e de Tunisie en 2016-2017 - ES Sétif Champion d'Algérie en 2016-2017 - MC Alger 2e d'Algérie en 2016-2017 - USM Alger 3e d'Algérie en 2016-2017 - Al Ahly SC Champion d'Égypte en 2016-2017 - Zamalek SC 3e d' Égypte en 2016-2017 - Ismaily SC 6e d' Égypte en 2016-2017 - Wydad AC Champion du Maroc en 2016-2017 - Raja CA 3e du Maroc en 2016-2017 - Al-Ahly Tripoli Champion de Libye en 2016-2017 - Al Merreikh 2e du Soudan en 2016-2017 | - ES Tunis Champion de Tunisie en 2016-2017 - ES Sahel 2e de Tunisie en 2016-2017 - CS sfaxien 4e de Tunisie en 2016-2017 - ES Sétif Champion d'Algérie en 2016-2017 - MC Alger 2e d'Algérie en 2016-2017 - USM Alger 3e d'Algérie en 2016-2017 - Al Ahly SC Champion d'Égypte en 2016-2017 - Zamalek SC 3e d' Égypte en 2016-2017 - Ismaily SC 6e d' Égypte en 2016-2017 - Wydad AC Champion du Maroc en 2016-2017 - Raja CA 3e du Maroc en 2016-2017 - Al-Ahly Tripoli Champion de Libye en 2016-2017 - Al Merreikh 2e du Soudan en 2016-2017 | - ES Tunis Champion de Tunisie en 2016-2017 - ES Sahel 2e de Tunisie en 2016-2017 - CS sfaxien 4e de Tunisie en 2016-2017 - ES Sétif Champion d'Algérie en 2016-2017 - MC Alger 2e d'Algérie en 2016-2017 - USM Alger 3e d'Algérie en 2016-2017 - Al Ahly SC Champion d'Égypte en 2016-2017 - Zamalek SC 3e d' Égypte en 2016-2017 - Ismaily SC 6e d' Égypte en 2016-2017 - Wydad AC Champion du Maroc en 2016-2017 - Raja CA 3e du Maroc en 2016-2017 - Al-Ahly Tripoli Champion de Libye en 2016-2017 - Al Merreikh 2e du Soudan en 2016-2017 | - ES Tunis Champion de Tunisie en 2016-2017 - ES Sahel 2e de Tunisie en 2016-2017 - CS sfaxien 4e de Tunisie en 2016-2017 - ES Sétif Champion d'Algérie en 2016-2017 - MC Alger 2e d'Algérie en 2016-2017 - USM Alger 3e d'Algérie en 2016-2017 - Al Ahly SC Champion d'Égypte en 2016-2017 - Zamalek SC 3e d' Égypte en 2016-2017 - Ismaily SC 6e d' Égypte en 2016-2017 - Wydad AC Champion du Maroc en 2016-2017 - Raja CA 3e du Maroc en 2016-2017 - Al-Ahly Tripoli Champion de Libye en 2016-2017 - Al Merreikh 2e du Soudan en 2016-2017 | - ES Tunis Champion de Tunisie en 2016-2017 - ES Sahel 2e de Tunisie en 2016-2017 - CS sfaxien 4e de Tunisie en 2016-2017 - ES Sétif Champion d'Algérie en 2016-2017 - MC Alger 2e d'Algérie en 2016-2017 - USM Alger 3e d'Algérie en 2016-2017 - Al Ahly SC Champion d'Égypte en 2016-2017 - Zamalek SC 3e d' Égypte en 2016-2017 - Ismaily SC 6e d' Égypte en 2016-2017 - Wydad AC Champion du Maroc en 2016-2017 - Raja CA 3e du Maroc en 2016-2017 - Al-Ahly Tripoli Champion de Libye en 2016-2017 - Al Merreikh 2e du Soudan en 2016-2017 | - ES Tunis Champion de Tunisie en 2016-2017 - ES Sahel 2e de Tunisie en 2016-2017 - CS sfaxien 4e de Tunisie en 2016-2017 - ES Sétif Champion d'Algérie en 2016-2017 - MC Alger 2e d'Algérie en 2016-2017 - USM Alger 3e d'Algérie en 2016-2017 - Al Ahly SC Champion d'Égypte en 2016-2017 - Zamalek SC 3e d' Égypte en 2016-2017 - Ismaily SC 6e d' Égypte en 2016-2017 - Wydad AC Champion du Maroc en 2016-2017 - Raja CA 3e du Maroc en 2016-2017 - Al-Ahly Tripoli Champion de Libye en 2016-2017 - Al Merreikh 2e du Soudan en 2016-2017 | - ES Tunis Champion de Tunisie en 2016-2017 - ES Sahel 2e de Tunisie en 2016-2017 - CS sfaxien 4e de Tunisie en 2016-2017 - ES Sétif Champion d'Algérie en 2016-2017 - MC Alger 2e d'Algérie en 2016-2017 - USM Alger 3e d'Algérie en 2016-2017 - Al Ahly SC Champion d'Égypte en 2016-2017 - Zamalek SC 3e d' Égypte en 2016-2017 - Ismaily SC 6e d' Égypte en 2016-2017 - Wydad AC Champion du Maroc en 2016-2017 - Raja CA 3e du Maroc en 2016-2017 - Al-Ahly Tripoli Champion de Libye en 2016-2017 - Al Merreikh 2e du Soudan en 2016-2017 | - ES Tunis Champion de Tunisie en 2016-2017 - ES Sahel 2e de Tunisie en 2016-2017 - CS sfaxien 4e de Tunisie en 2016-2017 - ES Sétif Champion d'Algérie en 2016-2017 - MC Alger 2e d'Algérie en 2016-2017 - USM Alger 3e d'Algérie en 2016-2017 - Al Ahly SC Champion d'Égypte en 2016-2017 - Zamalek SC 3e d' Égypte en 2016-2017 - Ismaily SC 6e d' Égypte en 2016-2017 - Wydad AC Champion du Maroc en 2016-2017 - Raja CA 3e du Maroc en 2016-2017 - Al-Ahly Tripoli Champion de Libye en 2016-2017 - Al Merreikh 2e du Soudan en 2016-2017 | - Al-Hilal FC Champion d'Arabie saoudite en 2016-2017 - Al-Ahli SC 2e d'Arabie saoudite en 2016-2017 - Al-Nasr 3e d'Arabie saoudite en 2016-2017 - Ittihad FC 4e d'Arabie saoudite en 2016-2017 - Al-Jazira Club Champion des Émirats arabes unis en 2016-2017 - Al Wasl 2e des Émirats arabes unis en 2016-2017 - Al Ain 4e des Émirats arabes unis en 2016-2017 - Koweït SC Champion du Koweït en 2016-2017 - Qadsia SC 2e du Koweït en 2016-2017 - Riffa Club 2e de Bahreïn en 2016-2017 - Al Muharraq Club 5e de Bahreïn en 2016-2017 - Al-Qowa Al-Jawiya Champion d'Irak en 2016-2017 - Al Nafat Bagdad 2e d'Irak en 2016-2017 - Salam Zgharta 2e du Liban en 2016-2017 - Al Ramtha SC 5e de Jordanie en 2016-2017 - Al-Shabab Seeb 2e d' Oman en 2016-2017 - Al Jaish Damas Champion de Syrie en 2016-2017 | - Al-Hilal FC Champion d'Arabie saoudite en 2016-2017 - Al-Ahli SC 2e d'Arabie saoudite en 2016-2017 - Al-Nasr 3e d'Arabie saoudite en 2016-2017 - Ittihad FC 4e d'Arabie saoudite en 2016-2017 - Al-Jazira Club Champion des Émirats arabes unis en 2016-2017 - Al Wasl 2e des Émirats arabes unis en 2016-2017 - Al Ain 4e des Émirats arabes unis en 2016-2017 - Koweït SC Champion du Koweït en 2016-2017 - Qadsia SC 2e du Koweït en 2016-2017 - Riffa Club 2e de Bahreïn en 2016-2017 - Al Muharraq Club 5e de Bahreïn en 2016-2017 - Al-Qowa Al-Jawiya Champion d'Irak en 2016-2017 - Al Nafat Bagdad 2e d'Irak en 2016-2017 - Salam Zgharta 2e du Liban en 2016-2017 - Al Ramtha SC 5e de Jordanie en 2016-2017 - Al-Shabab Seeb 2e d' Oman en 2016-2017 - Al Jaish Damas Champion de Syrie en 2016-2017 | - Al-Hilal FC Champion d'Arabie saoudite en 2016-2017 - Al-Ahli SC 2e d'Arabie saoudite en 2016-2017 - Al-Nasr 3e d'Arabie saoudite en 2016-2017 - Ittihad FC 4e d'Arabie saoudite en 2016-2017 - Al-Jazira Club Champion des Émirats arabes unis en 2016-2017 - Al Wasl 2e des Émirats arabes unis en 2016-2017 - Al Ain 4e des Émirats arabes unis en 2016-2017 - Koweït SC Champion du Koweït en 2016-2017 - Qadsia SC 2e du Koweït en 2016-2017 - Riffa Club 2e de Bahreïn en 2016-2017 - Al Muharraq Club 5e de Bahreïn en 2016-2017 - Al-Qowa Al-Jawiya Champion d'Irak en 2016-2017 - Al Nafat Bagdad 2e d'Irak en 2016-2017 - Salam Zgharta 2e du Liban en 2016-2017 - Al Ramtha SC 5e de Jordanie en 2016-2017 - Al-Shabab Seeb 2e d' Oman en 2016-2017 - Al Jaish Damas Champion de Syrie en 2016-2017 | - Al-Hilal FC Champion d'Arabie saoudite en 2016-2017 - Al-Ahli SC 2e d'Arabie saoudite en 2016-2017 - Al-Nasr 3e d'Arabie saoudite en 2016-2017 - Ittihad FC 4e d'Arabie saoudite en 2016-2017 - Al-Jazira Club Champion des Émirats arabes unis en 2016-2017 - Al Wasl 2e des Émirats arabes unis en 2016-2017 - Al Ain 4e des Émirats arabes unis en 2016-2017 - Koweït SC Champion du Koweït en 2016-2017 - Qadsia SC 2e du Koweït en 2016-2017 - Riffa Club 2e de Bahreïn en 2016-2017 - Al Muharraq Club 5e de Bahreïn en 2016-2017 - Al-Qowa Al-Jawiya Champion d'Irak en 2016-2017 - Al Nafat Bagdad 2e d'Irak en 2016-2017 - Salam Zgharta 2e du Liban en 2016-2017 - Al Ramtha SC 5e de Jordanie en 2016-2017 - Al-Shabab Seeb 2e d' Oman en 2016-2017 - Al Jaish Damas Champion de Syrie en 2016-2017 | - Al-Hilal FC Champion d'Arabie saoudite en 2016-2017 - Al-Ahli SC 2e d'Arabie saoudite en 2016-2017 - Al-Nasr 3e d'Arabie saoudite en 2016-2017 - Ittihad FC 4e d'Arabie saoudite en 2016-2017 - Al-Jazira Club Champion des Émirats arabes unis en 2016-2017 - Al Wasl 2e des Émirats arabes unis en 2016-2017 - Al Ain 4e des Émirats arabes unis en 2016-2017 - Koweït SC Champion du Koweït en 2016-2017 - Qadsia SC 2e du Koweït en 2016-2017 - Riffa Club 2e de Bahreïn en 2016-2017 - Al Muharraq Club 5e de Bahreïn en 2016-2017 - Al-Qowa Al-Jawiya Champion d'Irak en 2016-2017 - Al Nafat Bagdad 2e d'Irak en 2016-2017 - Salam Zgharta 2e du Liban en 2016-2017 - Al Ramtha SC 5e de Jordanie en 2016-2017 - Al-Shabab Seeb 2e d' Oman en 2016-2017 - Al Jaish Damas Champion de Syrie en 2016-2017 | - Al-Hilal FC Champion d'Arabie saoudite en 2016-2017 - Al-Ahli SC 2e d'Arabie saoudite en 2016-2017 - Al-Nasr 3e d'Arabie saoudite en 2016-2017 - Ittihad FC 4e d'Arabie saoudite en 2016-2017 - Al-Jazira Club Champion des Émirats arabes unis en 2016-2017 - Al Wasl 2e des Émirats arabes unis en 2016-2017 - Al Ain 4e des Émirats arabes unis en 2016-2017 - Koweït SC Champion du Koweït en 2016-2017 - Qadsia SC 2e du Koweït en 2016-2017 - Riffa Club 2e de Bahreïn en 2016-2017 - Al Muharraq Club 5e de Bahreïn en 2016-2017 - Al-Qowa Al-Jawiya Champion d'Irak en 2016-2017 - Al Nafat Bagdad 2e d'Irak en 2016-2017 - Salam Zgharta 2e du Liban en 2016-2017 - Al Ramtha SC 5e de Jordanie en 2016-2017 - Al-Shabab Seeb 2e d' Oman en 2016-2017 - Al Jaish Damas Champion de Syrie en 2016-2017 | - Al-Hilal FC Champion d'Arabie saoudite en 2016-2017 - Al-Ahli SC 2e d'Arabie saoudite en 2016-2017 - Al-Nasr 3e d'Arabie saoudite en 2016-2017 - Ittihad FC 4e d'Arabie saoudite en 2016-2017 - Al-Jazira Club Champion des Émirats arabes unis en 2016-2017 - Al Wasl 2e des Émirats arabes unis en 2016-2017 - Al Ain 4e des Émirats arabes unis en 2016-2017 - Koweït SC Champion du Koweït en 2016-2017 - Qadsia SC 2e du Koweït en 2016-2017 - Riffa Club 2e de Bahreïn en 2016-2017 - Al Muharraq Club 5e de Bahreïn en 2016-2017 - Al-Qowa Al-Jawiya Champion d'Irak en 2016-2017 - Al Nafat Bagdad 2e d'Irak en 2016-2017 - Salam Zgharta 2e du Liban en 2016-2017 - Al Ramtha SC 5e de Jordanie en 2016-2017 - Al-Shabab Seeb 2e d' Oman en 2016-2017 - Al Jaish Damas Champion de Syrie en 2016-2017 | - Al-Hilal FC Champion d'Arabie saoudite en 2016-2017 - Al-Ahli SC 2e d'Arabie saoudite en 2016-2017 - Al-Nasr 3e d'Arabie saoudite en 2016-2017 - Ittihad FC 4e d'Arabie saoudite en 2016-2017 - Al-Jazira Club Champion des Émirats arabes unis en 2016-2017 - Al Wasl 2e des Émirats arabes unis en 2016-2017 - Al Ain 4e des Émirats arabes unis en 2016-2017 - Koweït SC Champion du Koweït en 2016-2017 - Qadsia SC 2e du Koweït en 2016-2017 - Riffa Club 2e de Bahreïn en 2016-2017 - Al Muharraq Club 5e de Bahreïn en 2016-2017 - Al-Qowa Al-Jawiya Champion d'Irak en 2016-2017 - Al Nafat Bagdad 2e d'Irak en 2016-2017 - Salam Zgharta 2e du Liban en 2016-2017 - Al Ramtha SC 5e de Jordanie en 2016-2017 - Al-Shabab Seeb 2e d' Oman en 2016-2017 - Al Jaish Damas Champion de Syrie en 2016-2017 | - Al-Hilal FC Champion d'Arabie saoudite en 2016-2017 - Al-Ahli SC 2e d'Arabie saoudite en 2016-2017 - Al-Nasr 3e d'Arabie saoudite en 2016-2017 - Ittihad FC 4e d'Arabie saoudite en 2016-2017 - Al-Jazira Club Champion des Émirats arabes unis en 2016-2017 - Al Wasl 2e des Émirats arabes unis en 2016-2017 - Al Ain 4e des Émirats arabes unis en 2016-2017 - Koweït SC Champion du Koweït en 2016-2017 - Qadsia SC 2e du Koweït en 2016-2017 - Riffa Club 2e de Bahreïn en 2016-2017 - Al Muharraq Club 5e de Bahreïn en 2016-2017 - Al-Qowa Al-Jawiya Champion d'Irak en 2016-2017 - Al Nafat Bagdad 2e d'Irak en 2016-2017 - Salam Zgharta 2e du Liban en 2016-2017 - Al Ramtha SC 5e de Jordanie en 2016-2017 - Al-Shabab Seeb 2e d' Oman en 2016-2017 - Al Jaish Damas Champion de Syrie en 2016-2017 |
| Tour préliminaire | | | | | | | | | | | | | | | | | |
| - Club africain 3e du Tunisie en 2016-2017 - Ittihad Alexandrie 8e d' Égypte en 2016-2017 - Fath US 7e du Maroc en 2016-2017 - ASAC Concorde Champion de Mauritanie en 2016-2017 | - Club africain 3e du Tunisie en 2016-2017 - Ittihad Alexandrie 8e d' Égypte en 2016-2017 - Fath US 7e du Maroc en 2016-2017 - ASAC Concorde Champion de Mauritanie en 2016-2017 | - Club africain 3e du Tunisie en 2016-2017 - Ittihad Alexandrie 8e d' Égypte en 2016-2017 - Fath US 7e du Maroc en 2016-2017 - ASAC Concorde Champion de Mauritanie en 2016-2017 | - Club africain 3e du Tunisie en 2016-2017 - Ittihad Alexandrie 8e d' Égypte en 2016-2017 - Fath US 7e du Maroc en 2016-2017 - ASAC Concorde Champion de Mauritanie en 2016-2017 | - Club africain 3e du Tunisie en 2016-2017 - Ittihad Alexandrie 8e d' Égypte en 2016-2017 - Fath US 7e du Maroc en 2016-2017 - ASAC Concorde Champion de Mauritanie en 2016-2017 | - Club africain 3e du Tunisie en 2016-2017 - Ittihad Alexandrie 8e d' Égypte en 2016-2017 - Fath US 7e du Maroc en 2016-2017 - ASAC Concorde Champion de Mauritanie en 2016-2017 | - Club africain 3e du Tunisie en 2016-2017 - Ittihad Alexandrie 8e d' Égypte en 2016-2017 - Fath US 7e du Maroc en 2016-2017 - ASAC Concorde Champion de Mauritanie en 2016-2017 | - Club africain 3e du Tunisie en 2016-2017 - Ittihad Alexandrie 8e d' Égypte en 2016-2017 - Fath US 7e du Maroc en 2016-2017 - ASAC Concorde Champion de Mauritanie en 2016-2017 | - Club africain 3e du Tunisie en 2016-2017 - Ittihad Alexandrie 8e d' Égypte en 2016-2017 - Fath US 7e du Maroc en 2016-2017 - ASAC Concorde Champion de Mauritanie en 2016-2017 | - Al Faisaly 9e d'Arabie saoudite en 2016-2017 - Al-Salmiya SC 6e du Koweït en 2016-2017 - Nejmeh SC 3e du Liban en 2016-2017 | - Al Faisaly 9e d'Arabie saoudite en 2016-2017 - Al-Salmiya SC 6e du Koweït en 2016-2017 - Nejmeh SC 3e du Liban en 2016-2017 | - Al Faisaly 9e d'Arabie saoudite en 2016-2017 - Al-Salmiya SC 6e du Koweït en 2016-2017 - Nejmeh SC 3e du Liban en 2016-2017 | - Al Faisaly 9e d'Arabie saoudite en 2016-2017 - Al-Salmiya SC 6e du Koweït en 2016-2017 - Nejmeh SC 3e du Liban en 2016-2017 | - Al Faisaly 9e d'Arabie saoudite en 2016-2017 - Al-Salmiya SC 6e du Koweït en 2016-2017 - Nejmeh SC 3e du Liban en 2016-2017 | - Al Faisaly 9e d'Arabie saoudite en 2016-2017 - Al-Salmiya SC 6e du Koweït en 2016-2017 - Nejmeh SC 3e du Liban en 2016-2017 | - Al Faisaly 9e d'Arabie saoudite en 2016-2017 - Al-Salmiya SC 6e du Koweït en 2016-2017 - Nejmeh SC 3e du Liban en 2016-2017 | - Al Faisaly 9e d'Arabie saoudite en 2016-2017 - Al-Salmiya SC 6e du Koweït en 2016-2017 - Nejmeh SC 3e du Liban en 2016-2017 | - Al Faisaly 9e d'Arabie saoudite en 2016-2017 - Al-Salmiya SC 6e du Koweït en 2016-2017 - Nejmeh SC 3e du Liban en 2016-2017 |
| Premier tour de qualification | | | | | | | | | | | | | | | | | |
| - Ngazi Sport 5e des Comores en 2016-2017 - AS Ali Sabieh Champion de Djibouti en 2016-2017 - Banaadir SC Vice-champion de Somalie en 2016-2017 | | | | | | | | | | | | | | | | | |

Le Qatar a choisi de ne pas participer en raison de difficultés de planification par rapport à d'autres tournois.
Le Yémen n'a pas pu participer en raison de la suspension de son association de football par la FIFA.
Le Palestine n'a pas participé en raison de difficultés pour former une équipe des meilleurs joueurs du Championnat de Palestine de football.

## Tours Préliminaires

### Premier tour de qualification
Toutes les rencontres du groupe se sont déroulées du 5 mai 2018 au 9 mai 2018, au Stade national El Hadj Hassan Gouled Aptidon à Djibouti.
| Rang | Équipe        | Pts | J | G | N | P | Bp | Bc | Diff |
| ---- | ------------- | --- | - | - | - | - | -- | -- | ---- |
| 1    | AS Ali Sabieh | 4   | 2 | 1 | 1 | 0 | 4  | 2  | +2   |
| 2    | Banaadir SC   | 4   | 2 | 1 | 1 | 0 | 4  | 3  | +1   |
| 3    | Ngazi Sport   | 0   | 2 | 0 | 0 | 2 | 3  | 6  | -3   |

| 5 mai 2018 | AS Ali Sabieh | 1 – 1   | Banaadir SC | Stade national El Hadj Hassan Gouled Aptidon,Djibouti |                                |
| 18h00      |               | (1 - 1) | Benteke     | Arbitrage : Mohamed Jamal Juma                        | Arbitrage : Mohamed Jamal Juma |

| 7 mai 2018 | Banaadir SC       | 3 – 2   | Ngazi Sport               | Stade national El Hadj Hassan Gouled Aptidon,Djibouti |                             |
| 18h00      | Benteke · Khaliif | (1 - 0) | Fanomezantsoa · Harimbola | Arbitrage : Sultan Al-Harbi                           | Arbitrage : Sultan Al-Harbi |

| 9 mai 2018 | AS Ali Sabieh | 3 – 1   | Ngazi Sport | Stade national El Hadj Hassan Gouled Aptidon,Djibouti |                              |
| 18h00      |               | (1 - 1) |             | Arbitrage : Issa Abdulla Ali                          | Arbitrage : Issa Abdulla Ali |

- L'AS Ali Sabieh est qualifiée pour le deuxième tour de qualification.

### Deuxième tour de qualification

#### Groupe A
Toutes les rencontres du groupe se sont déroulées du 17 mai 2018 au 23 mai 2018, au Stade Roi-Abdallah à Djeddah en Arabie saoudite.
| Rang | Équipe        | Pts | J | G | N | P | Bp | Bc | Diff |
| ---- | ------------- | --- | - | - | - | - | -- | -- | ---- |
| 1    | Nejmeh SC     | 9   | 3 | 3 | 0 | 0 | 7  | 1  | +6   |
| 2    | Club africain | 4   | 3 | 1 | 1 | 1 | 4  | 4  | 0    |
| 3    | ASAC Concorde | 3   | 3 | 1 | 0 | 2 | 4  | 7  | -3   |
| 4    | Al Faisaly    | 1   | 3 | 0 | 1 | 2 | 4  | 7  | -3   |

| 17 mai 2018 | Club africain              | 2 – 2   | Al Faisaly                     | Stade Roi-Abdallah,Djeddah       |                                  |
| 21h30       | Dhaouadi 58e · Khefifi 60e | (0 - 1) | Zé Eduardo 13e · Mendash 90+2e | Arbitrage : Mohanad Qasim Sarray | Arbitrage : Mohanad Qasim Sarray |

| 17 mai 2018 | Nejmeh SC                                 | 4 – 0   | ASAC Concorde | Stade Roi-Abdallah,Djeddah       |                                  |
| 23h30       | Siblini 15,40 · Salmane 52e · Maatouk 64e | (2 - 0) |               | Arbitrage : Mohanad Qasim Sarray | Arbitrage : Mohanad Qasim Sarray |

| 20 mai 2018 | Al Faisaly   | 1 – 2   | Nejmeh SC                | Stade Roi-Abdallah,Djeddah |                            |
| 21h30       | Luisinho 48e | (0 - 0) | Matar 53e · Al Haj 90+1e | Arbitrage : Redouane Jiyed | Arbitrage : Redouane Jiyed |

| 20 mai 2018 | ASAC Concorde | 1 – 2   | Club africain              | Stade Roi-Abdallah,Djeddah   |                              |
| 23h30       | Mohamed 62e   | (0 - 0) | Chamakhi 54e · Khefifi 63e | Arbitrage : Lahlou Benbraham | Arbitrage : Lahlou Benbraham |

| 23 mai 2018 | Nejmeh SC          | 1 – 0   | Club africain | Stade Roi-Abdallah,Djeddah |  |
| 21h30       | Maatouk 68e (pen.) | (0 - 0) |               |                            |  |

| 23 mai 2018 | Al Faisaly | 1 – 3   | ASAC Concorde       | Stade Roi-Abdallah,Djeddah |  |
| 23h30       | Hyland 53e | (0 - 1) | Seck 35,78 · Sy 70e |                            |  |

#### Groupe B
Toutes les rencontres du groupe se sont déroulées du 18 mai 2018 au 24 mai 2018, au Stade Roi-Abdallah et au Stade Prince Sultan bin Fahd à Djeddah en Arabie saoudite.
| Rang | Équipe             | Pts | J | G | N | P | Bp | Bc | Diff |
| ---- | ------------------ | --- | - | - | - | - | -- | -- | ---- |
| 1    | Ittihad Alexandrie | 7   | 3 | 2 | 1 | 0 | 14 | 1  | +13  |
| 2    | Fath US            | 7   | 3 | 2 | 1 | 0 | 13 | 1  | +12  |
| 3    | Al-Salmiya SC      | 3   | 3 | 1 | 0 | 2 | 4  | 10 | -6   |
| 4    | AS Ali Sabieh      | 0   | 3 | 0 | 0 | 3 | 0  | 19 | -19  |

| 18 mai 2018 | Ittihad Alexandrie | 1 – 1   | Fath US     | Stade Roi-Abdallah,Djeddah    |                               |
| 21h30       | Cissé 28e          | (1 - 1) | Loudani 13e | Arbitrage : Mohammed Al Hoish | Arbitrage : Mohammed Al Hoish |

| 18 mai 2018 | Al-Salmiya SC                                                   | 4 – 0   | AS Ali Sabieh | Stade Roi-Abdallah,Djeddah       |                                  |
| 23h30       | Al Enezi 7e · Al-Khatib 9e · Al-Saify 22e (pen.) · Al Enezi 74e | (3 - 0) |               | Arbitrage : Ahmed Yacoub Ibrahim | Arbitrage : Ahmed Yacoub Ibrahim |

| 21 mai 2018 | Ittihad Alexandrie                              | 5 – 0   | Al-Salmiya SC | Stade Roi-Abdallah,Djeddah       |                                  |
| 21h30       | Banahene 19e 63e 90e · Al Deeb 43e · Khaled 83e | (2 - 0) |               | Arbitrage : Mohanad Qasim Sarray | Arbitrage : Mohanad Qasim Sarray |

| 21 mai 2018 | Fath US                                                                                              | 7 – 0   | AS Ali Sabieh | Stade Roi-Abdallah,Djeddah         |                                    |
| 23h30       | Anouar 25e · Diakité 36e · El Bahri 38e · Badamosi 66e · Bettache 68e · Louani 86e · El Bassil 90+4e | (3 - 0) |               | Arbitrage : Khalid Saleh Al-Turais | Arbitrage : Khalid Saleh Al-Turais |

| 24 mai 2018 | Fath US                                                              | 5 – 0   | Al-Salmiya SC | Stade Prince Sultan bin Fahd,Djeddah |                                  |
| 21h30       | Zerhouni 41e · Skouma 45e · Diakité 50e · Herimat 79e · Badamosi 90e | (2 - 0) |               | Arbitrage : Ahmed Yacoub Ibrahim     | Arbitrage : Ahmed Yacoub Ibrahim |

| 24 mai 2018 | Ittihad Alexandrie                                                             | 8 – 0   | AS Ali Sabieh | Stade Roi-Abdallah,Djeddah         |                                    |
| 23h30       | Cissé 5e 17e · Banahene 42e · Gedo 53e 80e 90e · Kabouria 81e · Abdulmajid 82e | (3 - 0) |               | Arbitrage : Khalid Saleh Al-Turais | Arbitrage : Khalid Saleh Al-Turais |

- Le Nejmeh SC et le Ittihad Alexandrie sont qualifiées pour le premier tour.

## Seizièmes de finale
| Match | Équipe 1           | Résultat | Équipe 2        | Aller | Retour  | Tab   |
| ----- | ------------------ | -------- | --------------- | ----- | ------- | ----- |
| 1     | Zamalek SC         | 1 - 1    | Qadsia SC       | 0 - 0 | 1 - 1   | -     |
| 2     | Al Ain SC          | 2 - 2    | ES Sétif        | 1 - 2 | 1 - 0   | -     |
| 3     | Ismaily SC         | 2 - 2    | Koweït SC       | 2 - 0 | 0 - 2   | 4 - 2 |
| 4     | Salam Zgharta      | 2 - 3    | Raja CA         | 1 - 2 | 1 - 1   | -     |
| 5     | Ittihad FC         | 1 - 1    | Al Wasl Dubaï   | 1 - 1 | 0 - 0   | -     |
| 6     | Al Nafat Bagdad    | 3 - 3    | CS Sfaxien      | 1 - 1 | 2 - 2   | -     |
| 7     | Al-Hilal           | 2 - 0    | Al-Shabab Seeb  | 1 - 0 | 1 - 0   | -     |
| 8     | Riffa Club         | 1 - 2    | MC Alger        | 1 - 2 | 0 - 0   | -     |
| 9     | ES Sahel           | 6 - 2    | Al Ramtha SC    | 3 - 1 | 3 - 1   | -     |
| 10    | Al-Qowa Al-Jawiya  | forfait  | USM Alger       | 0 - 1 | forfait | -     |
| 11    | Al-Jazira Club     | 2 - 6    | Al-Nasr         | 1 - 2 | 1 - 4   | -     |
| 12    | Ittihad Alexandrie | 3 - 3    | ES Tunis        | 1 - 1 | 2 - 2   | -     |
| 13    | Wydad AC           | 2 - 2    | Al-Ahly Tripoli | 1 - 1 | 1 - 1   | 4 - 2 |
| 14    | Al Merrikh         | 4 - 2    | Al Jaish Damas  | 3 - 1 | 1 - 1   | -     |
| 15    | Al Ahly SC         | 4 - 1    | Nejmeh SC       | 0 - 0 | 4 - 1   | -     |
| 16    | Al Muharraq Club   | 0 - 5    | Al-Ahli         | 0 - 2 | 0 - 3   | -     |

## Huitièmes de finale
| Match | Équipe 1           | Résultat | Équipe 2        | Aller | Retour | Tab   |
| ----- | ------------------ | -------- | --------------- | ----- | ------ | ----- |
| 1     | Al Merrikh         | 4 - 3    | USM Alger       | 4 - 1 | 0 - 2  | -     |
| 2     | Al-Nasr            | 1 - 3    | MC Alger        | 0 - 1 | 1 - 2  | -     |
| 3     | Al Ahly SC         | 3 - 3    | Al Wasl Dubaï   | 2 - 2 | 1 - 1  | -     |
| 4     | Wydad AC           | 0 - 1    | ES Sahel        | 0 - 0 | 0 - 1  | -     |
| 5     | Al-Hilal           | 6 - 0    | Al Nafat Bagdad | 4 - 0 | 2 - 0  | -     |
| 6     | Ismaily SC         | 0 - 0    | Raja CA         | 0 - 0 | 0 - 0  | 2 - 4 |
| 7     | Ittihad Alexandrie | 1 - 1    | Zamalek SC      | 0 - 1 | 1 - 0  | 4 - 3 |
| 8     | ES Sétif           | 1 - 2    | Al-Ahli         | 0 - 1 | 1 - 1  | -     |

## Quarts de finale
| Match | Équipe 1      | Résultat | Équipe 2           | Aller | Retour | Tab |
| ----- | ------------- | -------- | ------------------ | ----- | ------ | --- |
| 1     | Al-Hilal      | 3 - 0    | Ittihad Alexandrie | 3 - 0 | 0 - 0  | -   |
| 2     | Al Wasl Dubaï | 3 - 4    | Al-Ahli            | 2 - 2 | 1 - 2  | -   |
| 3     | Raja CA       | 1 - 2    | ES Sahel           | 0 - 2 | 1 - 0  | -   |
| 4     | MC Alger      | 0 - 3    | Al Merrikh         | 0 - 0 | 0 - 3  | -   |

## Demi-finale
| Match | Équipe 1 | Résultat | Équipe 2    | Aller | Retour | Tab   |
| ----- | -------- | -------- | ----------- | ----- | ------ | ----- |
| 1     | Al-Hilal | 1 - 1    | Al-Ahli     | 1 - 0 | 0 - 1  | 4 - 2 |
| 2     | ES Sahel | 1 - 0    | Al Merreikh | 1 - 0 | 0 - 0  | -     |

## Finale
| Match | Équipe 1 | Résultat | Équipe 2 |
| ----- | -------- | -------- | -------- |
| 1     | Al-Hilal | 1 - 2    | ES Sahel |

## Meilleurs buteurs
| Rang | Buteur              | Club                 | Buts |
| ---- | ------------------- | -------------------- | ---- |
| 1    | Mohamed Abdelrahman | Al Merreikh          | 7    |
| 2    | Emmanuel Banahene   | Ittihad Alexandrie   | 6    |
| 3    | Bafétimbi Gomis     | Al-Hilal FC          | 5    |
| 4    | Mohamed Nagy        | Ittihad Alexandrie   | 4    |
| 5    | Razack Cissé        | Ittihad Alexandrie   | 3    |
| 6    | Abdulrahman Ghareeb | Al-Ahli SC (Djeddah) | 3    |
| 7    | Carlos Eduardo      | Al-Hilal FC          | 3    |
| 8    | Yahya al-Shehri     | Al-Nassr Riyad       | 3    |